# Alberto Lozano Cleves
Alberto Lozano Cleves falleció en Bogotá el 18 de mayo de 1991.

## Carrera militar
Culminó el bachillerato en el Colegio de La Salle e ingresó a la Escuela Militar de Cadetes. Fue comandante de los batallones Instrucción Centro de Artillería, General Caycedo, N.º  3 Palacé; comandante de los cañoneros ARC Santa Marta y ARC Barranquilla.

## Cargos políticos
Lozano se desempeñó como Alcalde de Tuluá, Jefe de la Oficina de Información y Prensa y jefe administrativo de la Presidencia de la República, Ayudante de la Junta Militar de Gobierno, Cónsul general en Honduras.

## Cargos en el Sector Privado
Fue gerente general de Tintorería Parma, Textiles Italo Colombianos y vicepresidente de la Nacional de Acabados y Estampados.

## Roles Académicos
Fue el primer presidente de la Sociedad bolivariana de Colombia, fundada en 1962, ejerciendo el cargo hasta su muerte. Fue profesor de historia de la Escuela Militar de Cadetes y la Escuela Superior de Guerra. También fue profesor de las facultades de Derecho y Sociología de la Universidad Santo Tomás.

## Publicaciones
Fue autor de La Independencia, Bolívar Patriota e Internacionalista, El Pensamiento Político de Simón Bolívar, Bolsilibro sobre la Campaña de 1819, La Batalla de Boyacá y La Batalla del Pantano de Vargas.